# Alex Yee
Alex Yee (Lewisham, 18 de febrero de 1998) es un deportista británico que compite en triatlón.
Participó en dos Juegos Olímpicos de Verano, obteniendo cuatro medallas, dos en Tokio 2020, oro en el relevo mixto y plata en la prueba individual, y dos en París 2024, oro en la prueba individual y bronce en el relevo mixto.
Ganó tres medallas en el Campeonato Mundial de Triatlón entre los años 2021 y 2024, y dos medallas en el Campeonato Mundial de Triatlón por Relevos Mixtos, plata en 2022 y bronce en 2020. Además, obtuvo dos medallas en el Campeonato Mundial de Triatlón de Velocidad, en los años 2022 y 2023.
En 2022 fue nombrado miembro de la Orden del Imperio Británico (MBE).

## Palmarés internacional
| Juegos Olímpicos                      | Juegos Olímpicos      | Juegos Olímpicos  | Juegos Olímpicos |
| Año                                   | Lugar                 | Medalla           | Prueba           |
| ------------------------------------- | --------------------- | ----------------- | ---------------- |
| 2020                                  | Tokio (Japón)         | Medalla de oro    | Relevo mixto     |
| 2020                                  | Tokio (Japón)         | Medalla de plata  | Individual       |
| 2024                                  | París (Francia)       | Medalla de oro    | Individual       |
| 2024                                  | París (Francia)       | Medalla de bronce | Relevo mixto     |
| Campeonato Mundial                    |                       |                   |                  |
| Año                                   | Lugar                 | Medalla           | Prueba           |
| 2021                                  | Edmonton (Canadá)     | Medalla de bronce | Individual       |
| 2022                                  | Abu Dabi ( EAU)       | Medalla de plata  | Individual       |
| 2024                                  | Torremolinos (España) | Medalla de oro    | Individual       |
| Campeonato Mundial por Relevos Mixtos |                       |                   |                  |
| Año                                   | Lugar                 | Medalla           | Prueba           |
| 2020                                  | Hamburgo (Alemania)   | Medalla de bronce | Relevo mixto     |
| 2022                                  | Montreal (Canadá)     | Medalla de plata  | Relevo mixto     |

| Campeonato Mundial | Campeonato Mundial  | Campeonato Mundial | Campeonato Mundial |
| Año                | Lugar               | Medalla            | Prueba             |
| ------------------ | ------------------- | ------------------ | ------------------ |
| 2022               | Montreal (Canadá)   | Medalla de oro     | Individual         |
| 2023               | Hamburgo (Alemania) | Medalla de bronce  | Individual         |